# NGC 1583
NGC 1583 è una vasta e lontana galassia lenticolare situata nella costellazione dell'Eridano, a una distanza di circa 418 milioni di anni luce dalla nostra Via Lattea.

## Scoperta
La galassia è stata scoperta il 17 ottobre 1885 dall'astronomo statunitense Francis Leavenworth.